# Walter Winkler (Richter)
Walter Winkler (* 19. August 1942 in Ansbach; † 29. Dezember 2022 ebenda) war ein deutscher Jurist. Er war von 1991 bis 2007 Richter am Bundesgerichtshof.

## Leben und Wirken
Winkler trat nach Abschluss seiner juristischen Ausbildung 1970 in den Justizdienst des Freistaates Bayern ein. 1973 wurde er zum Richter am Landgericht Ansbach ernannt. Es folgte von 1977 bis 1980 eine Abordnung als wissenschaftlicher Mitarbeiter an den Bundesgerichtshof. Anschließend wurde Winkler zum Staatsanwalt Nürnberg-Fürth ernannt. 1984 erfolgte seine Ernennung zum Richter am Oberlandesgericht Nürnberg.
Im Juli 1991 wurde Winkler Richter am Bundesgerichtshof. Das Präsidium wies ihn zunächst dem 2. Strafsenat zu. 1992 wechselte er in den 3. Strafsenat. Zudem war er stellvertretendes Mitglied, später ordentliches Mitglied im Großen Senat für Strafsachen. Winkler trat am 31. August 2007 in den Ruhestand. Er starb am 29. Dezember 2022 in Ansbach.